# فدراسیون جهانی سپک تاکرا
فدراسیون جهانی سپک تاکرا که به اختصار (ISTAF) نامیده می‌شود در سال ۱۹۹۲ میلادی تشکیل شد. ریاست فعلی این فدراسیون را ژنرال دکتر چاروک آریراچاکاران بر عهده دارد. هدف اصلی از تشکیل این فدراسیون گسترش ورزش سپک تاکرا به ۷۵ کشور مختلف و در نهایت راه یافتن این رشته به بازی های المپیک است.

## اعضای فدراسیون
فدراسیون جهانی سپک تاکرا در حال حاضر ۲۸ عضو دارد که به تفکیک قاره‌ها عبارتند از:
آسیا
- بنگلادش
- برونئی
- چین
- تایوان
- هند
- ایران
- اندونزی
- ژاپن
- کره جنوبی
- لائوس
- میانمار
- نپال
- عمان
- فیلیپین
- پاکستان
- مالزی
- سری‌لانکا
- سنگاپور
- تایلند
- ویتنام

آمریکای شمالی
- کانادا
- پورتوریکو
- ایالات متحده آمریکا

آمریکای جنوبی
- برزیل
- کلمبیا

اروپا
- فرانسه
- آلمان
- سوئیس